# DFS Classic 1989
Il DFS Classic 1989  è stato un torneo di tennis giocato sull'erba.
È stata l'8ª edizione del DFS Classic, che fa parte della categoria Tier V nell'ambito del WTA Tour 1989.
Si è giocato al Edgbaston Priory Club a Birmingham in Inghilterra, dal 12 al 18 giugno 1989.

## Campionesse

### Singolare
Martina Navrátilová ha battuto in finale  Zina Garrison con il punteggio di 7–6, 6–3

### Doppio
Larisa Neiland /  Nataša Zvereva hanno battuto in finale  Meredith McGrath /  Pam Shriver con il punteggio di 7–5, 5–7, 6–0